# 根鸟
《根鸟》是中国大陆作家曹文轩的儿童文学作品，继《草房子》和《红瓦》之后第三部“成长”小说。全书主要刻画了一个农村少年“根鸟”的成长历程。

## 故事概要
全书共分做五章：菊坡、青塔、鬼谷、米溪和莺店。
14岁的少年“根鸟”在家乡菊坡的一座山林打猎时，射死一只白色的老鹰，他在老鹰的脚上发现一根红绳绑着一块布条，上面有署名“紫烟”的求救文句。自此之后，根鸟常常在梦里梦见一个开满百合花的峡谷和一个清秀的姑娘，他认定那就是“紫烟”，并且暗暗下决心去拯救这个可怜的女孩。秋季，根鸟来到县城查看寻人启事，结果无功而返。“大峡谷”的梦境隔二连三的出现在根鸟的梦里之后，他决定外出寻找和拯救紫烟。根鸟在荒漠里遇到一个骆驼队，之后遇到一个行者叫“板金”，两人结伴而行来到青塔镇。两人在青塔镇打工挣钱，一住就是十几天。当两人离开青塔镇之际，根鸟突发高烧，板金买药照顾了他几天，最后把根鸟留给老奶奶，自己独自向前。根鸟决定买一匹马，于是去了伐木场搬运木头，在伐木场认识“黄毛”，一次黄毛邀请根鸟喝酒，灌醉根鸟之后，盗走他辛辛苦苦挣的钱，当根鸟回去讨要自己的钱时，被黄毛一顿毒打昏了过去。一个老僧人救了根鸟，并且送给她一匹白马。根鸟一路向西，在江边悬索桥畔遇到一个中年汉子“长脚”，他被长脚骗去铁矿山挖矿，在一个黑漆漆的夜晚，他出逃但是被追了回来。经过独眼巫师的帮助，他烧了使人丧失记忆的红珍珠，骑上白马而逃。独眼巫师却抱着草席和铺盖涌入火苗中被烧死。又是一个秋季，根鸟回到菊坡，这时他父亲因病去世，他一把火烧了自家茅屋，继续去西方寻找大峡谷和紫烟。17岁那年春天，根鸟来到了大平原米溪，遇上从城里读书回来的“秋蔓”，就留在她家扛米，日久情深，秋蔓爱上了根鸟。这年秋季，他梦见父亲，父亲在梦里斥责他滞留在米溪，因而坚定了他去寻找紫烟的道路。根鸟来到莺店，他在一家戏台认识了“金枝”，之后又进入赌场赢了一把钱。根鸟喝醉之后，躺在客店床上就春心萌动，想念金枝。一次，金枝的裙子被火烧毁，因而导致她挨了班主一顿毒打。根鸟在客店听到金枝痛苦的呻吟声就去花钱营救了她。金枝在房内脱光衣服让根鸟看，根鸟看了金枝的身体之后心砰砰地跳。根鸟花光自己的盘缠之后又回到米溪，湾子告诉他秋蔓已经嫁给了自己的一个表哥。湾子等劳工给了根鸟一些钱，他来到莺店，再次花光了自己的盘缠。他在客店遇到了板金，板金开导和劝说他继续上路，于是两人一同往西方行进。在草原的边缘，板金走不动了、就地长眠。根鸟一个人上路，走出一段崇山峻岭，看到一个大峡谷，一群白色的鹰从峡谷升腾起来，但是他却没有看到紫烟，他在白色的百合花丛中哭了起来。

## 主要人物
| 人物     | 简介 |
| 根鸟     | 14岁少年（结尾时已经是18岁），和父亲一起生活，母亲在其1岁时突然消失，喜欢唱戏和看戏。                                  |
| 根爸     | 爱喝酒，醉后就唱歌。                                                                                                   |
| 朱长水   | 兰楼镇村民，曾丢失女儿“秀云”而在县城到处张贴寻人启事，女儿后来被人在棉花地找到。                                       |
| 黑头     | 根鸟的儿时玩伴。 |
| 草妞     | 菊坡最丑的女孩。 |
| 板金     | 50岁，家住东海，离家出走5年，爱喝酒。两度陪伴根鸟前进，给予他帮助和鼓励。                                              |
| 黄毛     | 青塔镇伐木场搬运工。灌醉根鸟，盗取根鸟的钱之后和妖冶的女人鬼混。                                                       |
| 老僧人   | 心地善良，送给根鸟一匹白马。                                                                                           |
| 长脚     | 中年汉子，专门骗人去挖铁矿。                                                                                           |
| 黑布     | 铁矿山守门人，接收从外地送来的劳工。                                                                                   |
| 疤子     | 铁矿山守门人，看管劳工的。                                                                                             |
| 独眼老人 | 鬼谷的巫师，因救根鸟涌入火中被烧死。                                                                                   |
| 青壶     | 山坳红珍珠的看守者，因吃了红珍珠而丧失记忆。                                                                           |
| 秋蔓     | 地主杜家女儿，在城里读书，喜欢根鸟，后来嫁给一个表哥。                                                                 |
| 湾子     | 杜家的劳工，原本因嫉妒根鸟而陷害他，后来杜家要开除他们一伙干活零零散散的人，根鸟求情才没有被开除，最终成为根鸟的朋友。 |
| 金枝     | 唱戏的戏子，16岁，8岁时班主买了她，根鸟爱慕的女孩。                                                                    |
| 小尾     | 光头男孩，擅长赌博。                                                                                                   |

## 主题
作者曹文轩在序言中曾经提到：“意义必须是多面的。可以将它看成是一部情爱的启蒙小说，也可以将它看成是一部思考人生的小说，甚至可以将它看成是一部富有哲学意味的小说。”
《根鸟》的主题是“寻找”、“成长”和“梦想”。曹文轩在《自序》中说：“一个少年成长在现实与梦幻之间。他选择了潇洒与浪漫。他决心以梦为马，度过他的成长阶段。”“成长”是儿童文学中一个永恒的主题。

## 艺术成就

### 构思
曹文轩的《山羊不吃天堂草》文末写“明子”将要去流浪，《草房子》中“桑桑”在父亲的带领下离家求医流浪，《红瓦》在文末写到“马水清”去应征海员而流浪，《根鸟》中“根鸟”在一个梦的牵引下流浪。文学中的“流浪者”琳琅满目，像《堂吉诃德》中“堂吉诃德”在中世纪骑士精神的梦想下踏上征途；《雾都孤儿》中“奥利弗·托斯特”从小失去父母，不得不流浪街头、乞讨为生；《麦田里的守望者》中“霍尔顿”在考试不及格和女友被他人追求造成精神危机之后毅然离开学校流浪；《鬼磨坊》中“克拉巴德”在梦里听到一个声音命令他去鬼磨坊并且在那里发生一系列惊心动魄的故事。

### 写作手法
曹文轩用象征的手法来描写整个流浪的过程。“根鸟”在荒漠跋涉，在鬼谷遇上磨难，在米溪流连，在莺店迷失，象征人在成长过程中的种种遭遇。鬼谷磨难象征人因轻信导致身体和心灵的厄运，莺店的迷失象征人性深处的堕落倾向。
《根鸟》的心理描写细腻。如根鸟和秋蔓过桥拉手的描写“可就在两只手刚刚一接触时，就仿佛两片碰在一起的落叶忽遇一阵风吹而又被分开了”，写出了根鸟17年来第一次牵女孩子手的羞涩。在金枝脱光衣服给根鸟看时，第一次看到女孩身子的根鸟情窦初开，把“乳房”想象成了“梨”，写出了根鸟内心深处的欲望。

### 语言风格
《根鸟》中的环境描写颇多，语言生动，辞藻华丽，善于运用比喻、拟人、排比、夸张等修辞手法。如“阳光随着树叶在风中摇晃，像无数飘动的金箔，在闪闪烁烁”，“那湖泊水平如镜，倒映着天空与岸边的白杨树”，“菊坡这个地方到处开放着菊花。黄的、红的、蓝的、白的，五颜六色、形状各异的菊花或一片片，或一丛丛，或两三株，空气里满是它的香气”，“金枝胸脯的影子便犹如人在月光下看到了两只倒挂着的梨”，“太阳颤悠悠地升上来了”。

## 奖项
- 第六届宋庆龄儿童文学奖一等奖

- 台湾“好书大家读”最佳少年儿童读物奖